# Joe Immortel
Pour les articles homonymes, voir Immortel, Joe Moore et Moore.
 (décembre 2023).
La mise en forme du texte ne suit pas les recommandations de Wikipédia : il faut le « wikifier ».
Les points d'amélioration suivants sont les cas les plus fréquents. Le détail des points à revoir est peut-être précisé sur la page de discussion.
- Les titres sont pré-formatés par le logiciel. Ils ne sont ni en capitales, ni en gras.
- Le texte ne doit pas être écrit en capitales (les noms de famille non plus), ni en gras, ni en italique, ni en « petit »…
- Le gras n'est utilisé que pour surligner le titre de l'article dans l'introduction, une seule fois.
- L'italique est rarement utilisé : mots en langue étrangère, titres d'œuvres, noms de bateaux, etc.
- Les citations ne sont pas en italique mais en corps de texte normal. Elles sont entourées par des guillemets français : « et ».
- Les listes à puces sont à éviter, des paragraphes rédigés étant largement préférés. Les tableaux sont à réserver à la présentation de données structurées (résultats, etc.).
- Les appels de note de bas de page (petits chiffres en exposant, introduits par l'outil «  Source ») sont à placer entre la fin de phrase et le point final[comme ça].
- Les liens internes (vers d'autres articles de Wikipédia) sont à choisir avec parcimonie. Créez des liens vers des articles approfondissant le sujet. Les termes génériques sans rapport avec le sujet sont à éviter, ainsi que les répétitions de liens vers un même terme.
- Les liens externes sont à placer uniquement dans une section « Liens externes », à la fin de l'article. Ces liens sont à choisir avec parcimonie suivant les règles définies. Si un lien sert de source à l'article, son insertion dans le texte est à faire par les notes de bas de page.
- La présentation des références doit suivre les conventions bibliographiques. Il est recommandé d'utiliser les modèles {{Ouvrage}}, {{Chapitre}}, {{Article}}, {{Lien web}} et/ou {{Bibliographie}}. Le mode d'édition visuel peut mettre en forme automatiquement les références.
- Insérer une infobox (cadre d'informations à droite) n'est pas obligatoire pour parachever la mise en page.

Pour une aide détaillée, merci de consulter Aide:Wikification.
Si vous pensez que ces points ont été résolus, vous pouvez retirer ce bandeau et améliorer la mise en forme d'un autre article.
Joe Immortel (en anglais Immortan Joe), aussi appelé colonel Joe Moore, est un personnage fictif et le principal antagoniste du film Mad Max : Fury Road de 2015. Il est interprété par Hugh Keays-Byrne,.
Immortan Joe apparaît également dans la série de bandes dessinées préquelles de 2015 du même nom et dans le film préquelle de 2024 Furiosa : A Mad Max Saga.

## Apparence
Dans le film, Immortan Joe est le "souverain du désert... Il porte une carapace en plastique transparent - une armure sur sa poitrine - sur des plaies suintantes, ses longs cheveux blancs autour d'un masque au sourire squelettique qu'il utilise pour cacher un appareil respiratoire. ".
Plusieurs versions de son armure, qui arborent des médailles fabriquées à partir de pièces de voitures, de téléphones portables et d'insignes militaires (telle que l'insigne de casquette d'officier de la marine américaine), ont été créées chez Artisan Armours au Royaume-Uni.

## Liens familiaux
Dans l'espoir d'obtenir un héritier en bonne santé avant sa mort, Joe kidnappe et viole des femmes génétiquement saines. Par ce procédé, il réussit à obtenir trois fils, mais aucun héritier viable : 
- Corpus Colossus : son fils aîné, atteint d'ostéogenèse imparfaite. Malgré son handicap physique, il fait preuve d'une intelligence remarquable.
- Scabrous Scrotus : son second fils, intelligent mais impatient et psychologiquement instable. Il est introduit pour la première fois dans un jeu vidéo dérivé, Mad Max[4].
- Rictus Erectus : le plus jeune fils d'Immortan Joe. C'est un homme massif au crâne rasé qui mesure plus de deux mètres, physiquement fort, mais immature et lent d'esprit. Il porte un appareil respiratoire.

## Représentation
Écrivant sur le film pour ABC News, Michael Rothman a décrit Immortan Joe comme « un vrai méchant qui ne ressemble en rien à aucun méchant ayant jamais honoré le grand écran ». Joanna Robinson de Vanity Fair l'a décrit comme « cauchemardesque » et « une création assez classique de Miller avec un fétichisme du crâne que même un adolescent gothique envierait ». Spencer Kornhaber de The Atlantic a écrit : « Peut-être que le plus proche que l'année 2015 est de fournir du supplément aux listes « des plus grands méchants de tous les temps » était dans Mad Max : Fury Road, où le seigneur de guerre esclavagiste Immortan Joe arborait un casque nauséabond et un physique de papa tout aussi nauséabond ».

## Voir également
- MTV Movie Award du meilleur méchant